# 滇木姜子
滇木姜子（学名：Litsea rubescens）为樟科木姜子属下的一个种。